# Alicia Keys/Diskografie
Diese Diskografie ist eine Übersicht über die musikalischen Werke der US-amerikanischen R&B-Sängerin Alicia Keys. Den Quellenangaben und Schallplattenauszeichnungen zufolge hat sie bisher mehr als 126 Millionen Tonträger verkauft, davon alleine in ihrer Heimat über 93,5 Millionen. Ihre erfolgreichste Veröffentlichung ist die Single Empire State of Mind mit über 16,6 Millionen verkauften Einheiten.

## Alben

### Studioalben
| Jahr | Titel Musiklabel                            | Höchstplatzierung, Gesamtwochen, AuszeichnungChartplatzierungen (Jahr, Titel, Musiklabel, Platzierungen, Wochen, Auszeichnungen, Anmerkungen) | Höchstplatzierung, Gesamtwochen, AuszeichnungChartplatzierungen (Jahr, Titel, Musiklabel, Platzierungen, Wochen, Auszeichnungen, Anmerkungen) | Höchstplatzierung, Gesamtwochen, AuszeichnungChartplatzierungen (Jahr, Titel, Musiklabel, Platzierungen, Wochen, Auszeichnungen, Anmerkungen) | Höchstplatzierung, Gesamtwochen, AuszeichnungChartplatzierungen (Jahr, Titel, Musiklabel, Platzierungen, Wochen, Auszeichnungen, Anmerkungen) | Höchstplatzierung, Gesamtwochen, AuszeichnungChartplatzierungen (Jahr, Titel, Musiklabel, Platzierungen, Wochen, Auszeichnungen, Anmerkungen) | Höchstplatzierung, Gesamtwochen, AuszeichnungChartplatzierungen (Jahr, Titel, Musiklabel, Platzierungen, Wochen, Auszeichnungen, Anmerkungen) | Anmerkungen                                                   |
| Jahr | Titel Musiklabel                            | DE | AT | CH | UK | US | R&B | Anmerkungen                                                   |
| ---- | ------------------------------------------- | --- | --- | --- | --- | --- | --- | ------------------------------------------------------------- |
| 2001 | Songs in A Minor J Records (BMG)            | DE2 Platin · (51 Wo.)DE | AT4 Gold · (35 Wo.)AT | CH3 ×2Doppelplatin · (67 Wo.)CH | UK6 ×3Dreifachplatin · (93 Wo.)UK | US1 ×7Siebenfachplatin · (70 Wo.)US | R&B1 (68 Wo.)R&B | Erstveröffentlichung: 5. Juni 2001 Verkäufe: + 10.828.000     |
| 2003 | The Diary of Alicia Keys J Records (BMG)    | DE10 Platin · (29 Wo.)DE | AT25 (20 Wo.)AT | CH1 Platin · (48 Wo.)CH | UK13 Platin · (43 Wo.)UK | US1 ×5Fünffachplatin · (87 Wo.)US | R&B1 (95 Wo.)R&B | Erstveröffentlichung: 1. Dezember 2003 Verkäufe: + 6.535.000  |
| 2007 | As I Am J Records (Sony BMG)                | DE6 Platin · (21 Wo.)DE | AT9 Gold · (17 Wo.)AT | CH1 Platin · (32 Wo.)CH | UK11 ×2Doppelplatin · (23 Wo.)UK | US1 ×5Fünffachplatin · (63 Wo.)US | R&B1 (78 Wo.)R&B | Erstveröffentlichung: 9. November 2007 Verkäufe: + 6.712.500  |
| 2009 | The Element of Freedom J Records (Sony BMG) | DE10 Gold · (36 Wo.)DE | AT23 (9 Wo.)AT | CH1 Platin · (38 Wo.)CH | UK1 ×3Dreifachplatin · (69 Wo.)UK | US2 ×2Doppelplatin · (43 Wo.)US | R&B1 (76 Wo.)R&B | Erstveröffentlichung: 27. November 2009 Verkäufe: + 3.482.500 |
| 2012 | Girl on Fire RCA Records (Sony)             | DE6 Gold · (13 Wo.)DE | AT7 (10 Wo.)AT | CH3 Gold · (30 Wo.)CH | UK13 Gold · (19 Wo.)UK | US1 Platin · (34 Wo.)US | R&B1 (54 Wo.)R&B | Erstveröffentlichung: 23. November 2012 Verkäufe: + 1.422.500 |
| 2016 | Here RCA Records (Sony)                     | DE14 (6 Wo.)DE | AT22 (1 Wo.)AT | CH5 (12 Wo.)CH | UK21 (3 Wo.)UK | US2 (8 Wo.)US | R&B1 (11 Wo.)R&B | Erstveröffentlichung: 4. November 2016 Verkäufe: + 10.000     |
| 2020 | Alicia RCA Records (Sony)                   | DE14 (3 Wo.)DE | AT10 (2 Wo.)AT | CH4 (5 Wo.)CH | UK12 (2 Wo.)UK | US4 (3 Wo.)US | R&B3 (1 Wo.)R&B | Erstveröffentlichung: 18. September 2020                      |
| 2021 | Keys RCA Records (Sony)                     | DE49 (2 Wo.)DE | — | CH18 (3 Wo.)CH | — | US41 (1 Wo.)US | R&B17 (1 Wo.)R&B | Erstveröffentlichung: 10. Dezember 2021                       |

### Livealben
| Jahr | Titel Musiklabel                           | Höchstplatzierung, Gesamtwochen, AuszeichnungChartplatzierungen (Jahr, Titel, Musiklabel, Platzierungen, Wochen, Auszeichnungen, Anmerkungen) | Höchstplatzierung, Gesamtwochen, AuszeichnungChartplatzierungen (Jahr, Titel, Musiklabel, Platzierungen, Wochen, Auszeichnungen, Anmerkungen) | Höchstplatzierung, Gesamtwochen, AuszeichnungChartplatzierungen (Jahr, Titel, Musiklabel, Platzierungen, Wochen, Auszeichnungen, Anmerkungen) | Höchstplatzierung, Gesamtwochen, AuszeichnungChartplatzierungen (Jahr, Titel, Musiklabel, Platzierungen, Wochen, Auszeichnungen, Anmerkungen) | Höchstplatzierung, Gesamtwochen, AuszeichnungChartplatzierungen (Jahr, Titel, Musiklabel, Platzierungen, Wochen, Auszeichnungen, Anmerkungen) | Höchstplatzierung, Gesamtwochen, AuszeichnungChartplatzierungen (Jahr, Titel, Musiklabel, Platzierungen, Wochen, Auszeichnungen, Anmerkungen) | Anmerkungen                                                 |
| Jahr | Titel Musiklabel                           | DE | AT | CH | UK | US | R&B | Anmerkungen                                                 |
| ---- | ------------------------------------------ | --- | --- | --- | --- | --- | --- | ----------------------------------------------------------- |
| 2005 | Unplugged J Records (Sony BMG)             | DE25 Gold · (7 Wo.)DE | AT22 (5 Wo.)AT | CH7 (8 Wo.)CH | UK52 Silber · (2 Wo.)UK | US1 Platin · (22 Wo.)US | R&B1 (36 Wo.)R&B | Erstveröffentlichung: 7. Oktober 2005 Verkäufe: + 1.350.000 |
| 2013 | VH1 Storytellers RCA Records (Sony)        | DE42 (1 Wo.)DE | AT75 (1 Wo.)AT | CH35 (1 Wo.)CH | — | US108 (1 Wo.)US | R&B19 (4 Wo.)R&B | Erstveröffentlichung: 21. Juni 2013                         |
| 2022 | Apple Music Live Alicia Keys Records (AKR) | — | — | — | — | — | — | Erstveröffentlichung: 22. Dezember 2022                     |

### Kompilationen
| Jahr | Titel Musiklabel                               | Anmerkungen                                                                                                |
| ---- | ---------------------------------------------- | --- |
| 2002 | Remixed & Unplugged in A Minor J Records (BMG) | Erstveröffentlichung: 26. Februar 2002 Verkäufe werden in einigen Ländern zu Songs in A Minor hinzuaddiert |

### Remixalben
| Jahr | Titel Musiklabel        | Anmerkungen                                                       |
| ---- | ----------------------- | ----------------------------------------------------------------- |
| 2008 | Remixed J Records (BMG) | Erstveröffentlichung: 23. Juli 2008 Veröffentlichung nur in Japan |

### EPs
| Jahr | Titel Musiklabel                          | Anmerkungen                         |
| ---- | ----------------------------------------- | ----------------------------------- |
| 2017 | Vault Playlist, Vol. 1 RCA Records (Sony) | Erstveröffentlichung: 7. April 2017 |

### Weihnachtsalben
| Jahr | Titel Musiklabel                     | Höchstplatzierung, Gesamtwochen, AuszeichnungChartplatzierungen (Jahr, Titel, Musiklabel, Platzierungen, Wochen, Auszeichnungen, Anmerkungen) | Höchstplatzierung, Gesamtwochen, AuszeichnungChartplatzierungen (Jahr, Titel, Musiklabel, Platzierungen, Wochen, Auszeichnungen, Anmerkungen) | Höchstplatzierung, Gesamtwochen, AuszeichnungChartplatzierungen (Jahr, Titel, Musiklabel, Platzierungen, Wochen, Auszeichnungen, Anmerkungen) | Höchstplatzierung, Gesamtwochen, AuszeichnungChartplatzierungen (Jahr, Titel, Musiklabel, Platzierungen, Wochen, Auszeichnungen, Anmerkungen) | Höchstplatzierung, Gesamtwochen, AuszeichnungChartplatzierungen (Jahr, Titel, Musiklabel, Platzierungen, Wochen, Auszeichnungen, Anmerkungen) | Höchstplatzierung, Gesamtwochen, AuszeichnungChartplatzierungen (Jahr, Titel, Musiklabel, Platzierungen, Wochen, Auszeichnungen, Anmerkungen) | Anmerkungen                            |
| Jahr | Titel Musiklabel                     | DE | AT | CH | UK | US | R&B | Anmerkungen                            |
| ---- | ------------------------------------ | --- | --- | --- | --- | --- | --- | -------------------------------------- |
| 2022 | Santa Baby Alicia Keys Records (AKR) | — | — | — | — | US148 (1 Wo.)US | — | Erstveröffentlichung: 4. November 2022 |

## Singles

### Als Leadmusikerin
| Jahr | Titel Album                                                         | Höchstplatzierung, Gesamtwochen, AuszeichnungChartplatzierungen (Jahr, Titel, Album, Platzierungen, Wochen, Auszeichnungen, Anmerkungen) | Höchstplatzierung, Gesamtwochen, AuszeichnungChartplatzierungen (Jahr, Titel, Album, Platzierungen, Wochen, Auszeichnungen, Anmerkungen) | Höchstplatzierung, Gesamtwochen, AuszeichnungChartplatzierungen (Jahr, Titel, Album, Platzierungen, Wochen, Auszeichnungen, Anmerkungen) | Höchstplatzierung, Gesamtwochen, AuszeichnungChartplatzierungen (Jahr, Titel, Album, Platzierungen, Wochen, Auszeichnungen, Anmerkungen) | Höchstplatzierung, Gesamtwochen, AuszeichnungChartplatzierungen (Jahr, Titel, Album, Platzierungen, Wochen, Auszeichnungen, Anmerkungen) | Höchstplatzierung, Gesamtwochen, AuszeichnungChartplatzierungen (Jahr, Titel, Album, Platzierungen, Wochen, Auszeichnungen, Anmerkungen) | Anmerkungen                                                                       |
| Jahr | Titel Album                                                         | DE | AT | CH | UK | US | R&B | Anmerkungen                                                                       |
| ---- | ------------------------------------------------------------------- | --- | --- | --- | --- | --- | --- | --------------------------------------------------------------------------------- |
| 2001 | Fallin’ Songs in A Minor                                            | DE2 Platin · (22 Wo.)DE | AT3 Gold · (24 Wo.)AT | CH2 Platin · (44 Wo.)CH | UK3 Platin · (12 Wo.)UK | US1 ×4Vierfachplatin · (34 Wo.)US | R&B1 (32 Wo.)R&B | Erstveröffentlichung: 10. Juli 2001 Verkäufe: + 5.935.000                         |
| 2001 | A Woman’s Worth Songs in A Minor                                    | DE45 (8 Wo.)DE | AT71 (2 Wo.)AT | CH32 (16 Wo.)CH | UK18 (9 Wo.)UK | US7 Gold · (20 Wo.)US | R&B3 (28 Wo.)R&B | Erstveröffentlichung: 25. September 2001 Verkäufe: + 535.000                      |
| 2002 | How Come You Don’t Call Me Songs in A Minor                         | DE80 (3 Wo.)DE | — | CH60 (5 Wo.)CH | UK26 (3 Wo.)UK | US59 (9 Wo.)US | R&B30 (20 Wo.)R&B | Erstveröffentlichung: 4. Juni 2002                                                |
| 2002 | Girlfriend Songs in A Minor                                         | DE100 (3 Wo.)DE | — | — | UK24 (5 Wo.)UK | — | R&B82 (3 Wo.)R&B | Erstveröffentlichung: 25. November 2002                                           |
| 2003 | You Don’t Know My Name The Diary of Alicia Keys                     | DE68 (9 Wo.)DE | AT48 (4 Wo.)AT | CH26 (9 Wo.)CH | UK19 Silber · (9 Wo.)UK | US3 Platin · (20 Wo.)US | R&B1 (30 Wo.)R&B | Erstveröffentlichung: 18. November 2003 Verkäufe: + 1.200.000                     |
| 2004 | If I Ain’t Got You The Diary of Alicia Keys                         | DE81 Gold · (7 Wo.)DE | — | CH35 (5 Wo.)CH | UK18 ×2Doppelplatin · (6 Wo.)UK | US4 ×7Siebenfachplatin + Gold (Mastertone) · (40 Wo.)US                                                                                  | R&B1 (56 Wo.)R&B | Erstveröffentlichung: 17. Februar 2004 Verkäufe: + 9.943.920                      |
| 2004 | Diary The Diary of Alicia Keys                                      | — | — | — | — | US8 Platin · (28 Wo.)US | R&B2 (50 Wo.)R&B | Erstveröffentlichung: 24. Mai 2004 Verkäufe: + 1.000.000; feat. Tony! Toni! Toné! |
| 2004 | Karma The Diary of Alicia Keys                                      | DE62 (5 Wo.)DE | — | CH71 (5 Wo.)CH | — | US20 Gold (Mastertone) + Gold · (29 Wo.)US                                                                                               | R&B17 (23 Wo.)R&B | Erstveröffentlichung: 26. Oktober 2004 Verkäufe: + 1.000.000                      |
| 2005 | Unbreakable Unplugged                                               | — | — | — | — | US34 (19 Wo.)US | R&B4 (35 Wo.)R&B | Erstveröffentlichung: 13. September 2005                                          |
| 2007 | No One As I Am                                                      | DE3 Gold · (27 Wo.)DE | AT3 (27 Wo.)AT | CH1 (44 Wo.)CH | UK6 ×2Doppelplatin · (29 Wo.)UK | US1 ×2Diamant + Doppelplatin (Mastertone) · (39 Wo.)US                                                                                   | R&B1 (39 Wo.)R&B | Erstveröffentlichung: 11. September 2007 Verkäufe: + 14.661.666                   |
| 2008 | Like You’ll Never See Me Again As I Am                              | DE63 (3 Wo.)DE | — | — | UK53 (2 Wo.)UK | US12 Platin (Mastertone) + Platin · (24 Wo.)US                                                                                           | R&B1 (45 Wo.)R&B | Erstveröffentlichung: 25. Februar 2008 Verkäufe: + 2.000.000                      |
| 2008 | Teenage Love Affair As I Am                                         | — | — | — | — | US54 (16 Wo.)US | R&B3 (35 Wo.)R&B | Erstveröffentlichung: 22. April 2008                                              |
| 2008 | Superwoman As I Am                                                  | DE43 (8 Wo.)DE | AT43 (2 Wo.)AT | CH48 (7 Wo.)CH | — | US82 Gold · (7 Wo.)US | R&B12 (20 Wo.)R&B | Erstveröffentlichung: 30. August 2008 Verkäufe: + 500.000                         |
| 2008 | Another Way to Die As I Am (Super Edition)                          | DE8 (19 Wo.)DE | AT2 (21 Wo.)AT | CH4 (23 Wo.)CH | UK9 Silber · (14 Wo.)UK | US81 (2 Wo.)US | — | Erstveröffentlichung: 29. September 2008 Verkäufe: + 250.000; mit Jack White      |
| 2009 | Doesn’t Mean Anything The Element of Freedom                        | DE8 (13 Wo.)DE | AT15 (11 Wo.)AT | CH5 (14 Wo.)CH | UK8 Silber · (18 Wo.)UK | US60 Gold · (10 Wo.)US | R&B14 (20 Wo.)R&B | Erstveröffentlichung: 15. September 2009 Verkäufe: + 793.006                      |
| 2009 | Try Sleeping with a Broken Heart The Element of Freedom             | DE33 (8 Wo.)DE | AT57 (3 Wo.)AT | CH21 (13 Wo.)CH | UK7 Platin · (24 Wo.)UK | US27 Platin · (20 Wo.)US | R&B2 (27 Wo.)R&B | Erstveröffentlichung: 13. November 2009 Verkäufe: + 1.710.466                     |
| 2010 | Put It in a Love Song The Element of Freedom                        | — | — | — | — | — | R&B60 (11 Wo.)R&B | Erstveröffentlichung: 19. Januar 2010 Verkäufe: + 280.947; feat. Beyoncé          |
| 2010 | Empire State of Mind (Part II) – Broken Down The Element of Freedom | DE35 ×3Dreifachgold · (53 Wo.)DE | AT55 (6 Wo.)AT | CH19 (27 Wo.)CH | UK4 ×2Doppelplatin · (56 Wo.)UK | US55 Platin · (1 Wo.)US | R&B76 (13 Wo.)R&B | Erstveröffentlichung: 22. Februar 2010 Verkäufe: + 2.900.000                      |
| 2010 | Un-Thinkable (I’m Ready) The Element of Freedom                     | — | — | — | UK— SilberUK | US21 ×4Vierfachplatin · (20 Wo.)US | R&B1 (59 Wo.)R&B | Erstveröffentlichung: 15. März 2010 Verkäufe: + 4.200.000                         |
| 2010 | Wait Til You See My Smile The Element of Freedom                    | — | — | — | — | — | — | Erstveröffentlichung: 12. Dezember 2010                                           |
| 2012 | New Day Girl on Fire                                                | — | — | — | — | US79 (1 Wo.)US | — | Erstveröffentlichung: 28. Juni 2012                                               |
| 2012 | Girl on Fire                                                        | DE4 Platin · (34 Wo.)DE | AT1 Gold · (26 Wo.)AT | CH5 ×2Doppelplatin · (35 Wo.)CH | UK5 ×2Doppelplatin · (21 Wo.)UK | US11 ×8Achtfachplatin · (30 Wo.)US | R&B2 (36 Wo.)R&B | Erstveröffentlichung: 4. September 2012 Verkäufe: + 10.984.266                    |
| 2012 | Brand New Me Girl on Fire                                           | — | — | — | UK92 (1 Wo.)UK | US— GoldUS | R&B37 (16 Wo.)R&B | Erstveröffentlichung: 19. November 2012 Verkäufe: + 500.000                       |
| 2013 | Fire We Make Girl on Fire                                           | — | — | — | — | US— GoldUS | R&B38 (11 Wo.)R&B | Erstveröffentlichung: 12. März 2013 Verkäufe: + 500.000; feat. Maxwell            |
| 2013 | Tears Always Win Girl on Fire                                       | — | — | — | — | — | — | Erstveröffentlichung: 7. Mai 2013                                                 |
| 2014 | It’s on Again The Amazing Spider-Man 2 (O.S.T.)                     | DE95 (2 Wo.)DE | — | — | UK31 (7 Wo.)UK | — | R&B48 (3 Wo.)R&B | Erstveröffentlichung: 1. April 2014 feat. Kendrick Lamar                          |
| 2014 | We Are Here –                                                       | — | — | CH32 (11 Wo.)CH | — | — | — | Erstveröffentlichung: 15. September 2014                                          |
| 2015 | 28 Thousand Days –                                                  | — | — | — | — | — | — | Erstveröffentlichung: 31. Juli 2015                                               |
| 2016 | In Common Here                                                      | — | — | — | UK89 (1 Wo.)UK | US— GoldUS | R&B42 (5 Wo.)R&B | Erstveröffentlichung: 2. Mai 2016 Verkäufe: + 500.000                             |
| 2016 | Back to Life Queen of Katwe (O.S.T.)                                | — | — | — | — | — | — | Erstveröffentlichung: 1. September 2016                                           |
| 2016 | Blended Family (What You Do for Love) Here                          | — | — | CH85 (1 Wo.)CH | — | — | — | Erstveröffentlichung: 7. Oktober 2016 feat. ASAP Rocky                            |
| 2018 | Us –                                                                | — | — | — | — | — | — | Erstveröffentlichung: 22. Mai 2018 mit James Bay                                  |
| 2019 | Raise a Man –                                                       | — | — | — | — | — | — | Erstveröffentlichung: 11. Februar 2019                                            |
| 2019 | Show Me Love Alicia                                                 | — | — | — | — | US90 Platin · (1 Wo.)US | R&B41 (2 Wo.)R&B | Erstveröffentlichung: 17. September 2019 Verkäufe: + 1.000.000; feat. Miguel      |
| 2019 | Time Machine Alicia                                                 | — | — | — | — | — | — | Erstveröffentlichung: 20. November 2019                                           |
| 2020 | Underdog Alicia                                                     | DE24 Gold · (19 Wo.)DE | AT24 Platin · (16 Wo.)AT | CH21 Gold · (19 Wo.)CH | — | US69 Platin · (5 Wo.)US | R&B30 (6 Wo.)R&B | Erstveröffentlichung: 9. Januar 2020 Verkäufe: + 1.380.000                        |
| 2020 | Good Job Alicia                                                     | — | — | — | — | — | — | Erstveröffentlichung: 23. April 2020                                              |
| 2020 | Perfect Way to Die Alicia                                           | — | — | — | — | — | — | Erstveröffentlichung: 19. Juni 2020                                               |
| 2020 | So Done Alicia                                                      | — | — | — | — | — | — | Erstveröffentlichung: 14. August 2020 Verkäufe: + 20.000; feat. Khalid            |
| 2020 | Love Looks Better Alicia                                            | — | — | — | — | — | — | Erstveröffentlichung: 10. September 2020                                          |
| 2020 | A Beautiful Noise Alicia (Digital Edition)                          | — | — | — | — | — | — | Erstveröffentlichung: 30. Oktober 2020 mit Brandi Carlile                         |
| 2021 | Lala (Unlocked) Keys                                                | — | — | — | — | — | — | Erstveröffentlichung: 9. September 2021 feat. Swae Lee                            |
| 2021 | Best of Me Keys                                                     | — | — | — | — | — | — | Erstveröffentlichung: 29. Oktober 2021                                            |
| 2022 | City of Gods (Part II) –                                            | — | — | — | — | — | — | Erstveröffentlichung: 7. April 2022                                               |
| 2022 | Trillions Keys II                                                   | — | — | — | — | — | — | Erstveröffentlichung: 11. August 2022 feat. Brent Faiyaz                          |
| 2022 | December Back 2 June Santa Baby                                     | — | — | — | — | — | — | Erstveröffentlichung: 28. Oktober 2022                                            |

### Als Gastmusikerin
| Jahr | Titel Album                                         | Höchstplatzierung, Gesamtwochen, AuszeichnungChartplatzierungen (Jahr, Titel, Album, Platzierungen, Wochen, Auszeichnungen, Anmerkungen) | Höchstplatzierung, Gesamtwochen, AuszeichnungChartplatzierungen (Jahr, Titel, Album, Platzierungen, Wochen, Auszeichnungen, Anmerkungen) | Höchstplatzierung, Gesamtwochen, AuszeichnungChartplatzierungen (Jahr, Titel, Album, Platzierungen, Wochen, Auszeichnungen, Anmerkungen) | Höchstplatzierung, Gesamtwochen, AuszeichnungChartplatzierungen (Jahr, Titel, Album, Platzierungen, Wochen, Auszeichnungen, Anmerkungen) | Höchstplatzierung, Gesamtwochen, AuszeichnungChartplatzierungen (Jahr, Titel, Album, Platzierungen, Wochen, Auszeichnungen, Anmerkungen) | Höchstplatzierung, Gesamtwochen, AuszeichnungChartplatzierungen (Jahr, Titel, Album, Platzierungen, Wochen, Auszeichnungen, Anmerkungen) | Anmerkungen |
| Jahr | Titel Album                                         | DE | AT | CH | UK | US | R&B | Anmerkungen |
| --- | --------------------------------------------------- | --- | --- | --- | --- | --- | --- | --- |
| 2001 | What’s Going On                                     | DE35 (9 Wo.)DE | AT51 (9 Wo.)AT | CH16 (11 Wo.)CH | UK6 (17 Wo.)UK | US27 (18 Wo.)US | — | Erstveröffentlichung: 30. Oktober 2001 als Teil von Artists Against AIDS Worldwide Original: Marvin Gaye           |
| 2002 | Brotha (Part II) Mahogany Soul                      | — | — | — | UK37 (2 Wo.)UK | — | — | Erstveröffentlichung: 25. Februar 2002 Angie Stone feat. Eve & Alicia Keys                                         |
| 2002 | Gangsta Lovin’ Eve-Olution                          | DE21 (9 Wo.)DE | AT41 (8 Wo.)AT | CH6 (15 Wo.)CH | UK6 Silber · (13 Wo.)UK | US2 (22 Wo.)US | R&B2 (24 Wo.)R&B | Erstveröffentlichung: 16. September 2002 Verkäufe: + 270.000; Eve feat. Alicia Keys                                |
| 2004 | My Boo Confessions (Expand Edition)                 | DE4 Gold · (15 Wo.)DE | AT29 (14 Wo.)AT | CH3 (28 Wo.)CH | UK5 Platin · (13 Wo.)UK | US1 ×5Fünffachplatin + Platin (Mastertone) · (26 Wo.)US                                                                                  | R&B1 (29 Wo.)R&B | Erstveröffentlichung: 21. September 2004 Verkäufe: + 7.155.000; Usher feat. Alicia Keys                            |
| 2006 | Ghetto Story 2 Ghetto Story                         | — | — | — | UK62 (2 Wo.)UK | US77 (7 Wo.)US | R&B15 (34 Wo.)R&B | Erstveröffentlichung: 4. September 2006 Baby Cham feat. Akon & Alicia Keys                                         |
| 2009 | Looking for Paradise Paraíso Express                | — | — | — | — | — | — | Erstveröffentlichung: 22. September 2009 Verkäufe: + 40.000; Alejandro Sanz feat. Alicia Keys                      |
| 2009 | Empire State of Mind The Blueprint 3                | DE11 Platin · (71 Wo.)DE | AT13 Gold · (60 Wo.)AT | CH4 (69 Wo.)CH | UK2 ×3Dreifachplatin · (49 Wo.)UK | US1 ×3Diamant + Dreifachplatin (Mastertone) · (30 Wo.)US                                                                                 | R&B1 (28 Wo.)R&B | Erstveröffentlichung: 20. Oktober 2009 Verkäufe: + 16.614.160; Jay-Z feat. Alicia Keys                             |
| 2010 | All of the Lights My Beautiful Dark Twisted Fantasy | DE— GoldDE | AT68 (1 Wo.)AT | CH46 (8 Wo.)CH | UK15 ×2Doppelplatin · (26 Wo.)UK | US18 ×7Siebenfachplatin · (25 Wo.)US | — | Erstveröffentlichung: 25. November 2010 Verkäufe: + 8.780.000; Kanye West feat. Various Artists                    |
| 2011 | International Party –                               | — | — | — | — | — | — | Erstveröffentlichung: 1. August 2011 Swizz Beatz feat. Alicia Keys                                                 |
| 2012 | New Day Street King Immortal (Unveröffentlicht)     | DE53 (6 Wo.)DE | — | — | — | US79 (1 Wo.)US | R&B43 (14 Wo.)R&B | Erstveröffentlichung: 30. Juli 2012 50 Cent feat. Dr. Dre & Alicia Keys                                            |
| 2013 | I’ll Always Walk Beside You –                       | — | — | — | — | — | — | Erstveröffentlichung: 8. Januar 2013 Richie Sambora feat. Luke Ebbin, Alicia Keys, Curt Schneider & Aaron Sterling |
| 2019 | Calma (Alicia Remix) Gangalee                       | DE— aDE | AT— aAT | CH— aCH | — | US— aUS | — | Erstveröffentlichung: 19. April 2019 Pedro Capó & Farruko feat. Alicia Keys                                        |
| 2021 | Say Her Name (Hell You Talmbout) –                  | — | — | — | — | — | — | Erstveröffentlichung: 24. November 2021 Janelle Monáe feat. Various Artists                                        |
| 2022 | City of Gods B.I.B.L.E. • Donda 2                   | DE— bDE | — | CH91 (2 Wo.)CH | UK58 (3 Wo.)UK | US46 Gold · (10 Wo.)US | R&B15 (17 Wo.)R&B | Erstveröffentlichung: 11. Februar 2022 Verkäufe: + 500.000 Fivio Foreign & Kanye West feat. Alicia Keys            |
| Folgende Lieder erschienen nicht als Single, wurden aber durch das Album zum Download und Streaming bereitgestellt und konnten somit eine Platzierung erlangen: |                                                     | | | | | | | |
| |                                                     | | | | | | | |
| 2010 | Fireworks Thank Me Later                            | — | — | — | — | US71 (1 Wo.)US | — | Charteinstieg: 3. Juli 2010 Drake feat. Alicia Keys                                                                |
| 2017 | Like Home Revival                                   | DE52 (1 Wo.)DE | — | — | UK84 (2 Wo.)UK | — | R&B46 (1 Wo.)R&B | Charteinstieg: 22. Dezember 2017 Eminem feat. Alicia Keys                                                          |
| 2022 | Ghetto Gatsby Wasteland                             | — | — | — | — | US91 (1 Wo.)US | R&B25 (1 Wo.)R&B | Charteinstieg: 23. Juli 2022 Brent Faiyaz feat. Alicia Keys                                                        |

## Videoalben und Musikvideos

### Videoalben
| Jahr | Titel Musiklabel                    | Höchstplatzierung, Gesamtwochen, AuszeichnungChartplatzierungen (Jahr, Titel, Musiklabel, Platzierungen, Wochen, Auszeichnungen, Anmerkungen) | Höchstplatzierung, Gesamtwochen, AuszeichnungChartplatzierungen (Jahr, Titel, Musiklabel, Platzierungen, Wochen, Auszeichnungen, Anmerkungen) | Höchstplatzierung, Gesamtwochen, AuszeichnungChartplatzierungen (Jahr, Titel, Musiklabel, Platzierungen, Wochen, Auszeichnungen, Anmerkungen) | Höchstplatzierung, Gesamtwochen, AuszeichnungChartplatzierungen (Jahr, Titel, Musiklabel, Platzierungen, Wochen, Auszeichnungen, Anmerkungen) | Höchstplatzierung, Gesamtwochen, AuszeichnungChartplatzierungen (Jahr, Titel, Musiklabel, Platzierungen, Wochen, Auszeichnungen, Anmerkungen) | Höchstplatzierung, Gesamtwochen, AuszeichnungChartplatzierungen (Jahr, Titel, Musiklabel, Platzierungen, Wochen, Auszeichnungen, Anmerkungen) | Anmerkungen                                                                  |
| Jahr | Titel Musiklabel                    | DE | AT | CH | UK | US | R&B | Anmerkungen                                                                  |
| ---- | ----------------------------------- | --- | --- | --- | --- | --- | --- | ---------------------------------------------------------------------------- |
| 2005 | Unplugged J Records (Sony BMG)      | DE*DE | AT4 (4 Wo.)AT | CH*CH | UK*UK | US* GoldUS | R&B*R&B | Erstveröffentlichung: 7. Oktober 2005 Verkäufe: + 127.500; * siehe Livealbum |
| 2013 | VH1 Storytellers RCA Records (Sony) | DE*DE | AT5 (1 Wo.)AT | CH2 (8 Wo.)CH | UK8 (4 Wo.)UK | US*US | R&B*R&B | Erstveröffentlichung: 21. Juni 2013 * siehe Livealbum                        |

### Musikvideos
| Jahr | Titel                                 | Regie                                                                  |
| ---- | ------------------------------------- | ---------------------------------------------------------------------- |
| 2001 | Fallin’                               | Chris Robinson                                                         |
| 2001 | A Woman’s Worth                       | Chris Robinson                                                         |
| 2001 | What’s Going On                       | Malik Hassan Sayeed, Jake Scott                                        |
| 2002 | Brotha (Part II)                      | Chris Robinson                                                         |
| 2002 | How Come You Don’t Call Me            | Director X.                                                            |
| 2002 | Gangsta Lovin’                        | Director X.                                                            |
| 2002 | Girlfriend                            | Patrick Hoelck                                                         |
| 2003 | You Don’t Know My Name                | Chris Robinson                                                         |
| 2004 | If I Ain’t Got You                    | Diane Martel                                                           |
| 2004 | Diary                                 | Lamont Burrell, Brian Campbell, Rod Isaacs, Jeff Robinson              |
| 2004 | My Boo                                | Chris Robinson, Usher                                                  |
| 2004 | Karma                                 | Alicia Keys, Chris Robinson                                            |
| 2005 | Unbreakable                           | Justin Francis                                                         |
| 2006 | Every Little Bit Hurts                | Justin Francis                                                         |
| 2006 | Ghetto Story 2                        | Sanaa Hamri                                                            |
| 2007 | No One                                | Justin Francis                                                         |
| 2007 | Like You’ll Never See Me Again        | Diane Martel                                                           |
| 2008 | Teenage Love Affair                   | Chris Robinson                                                         |
| 2008 | Superwoman                            | Chris Robinson                                                         |
| 2008 | Another Way to Die                    | P.R. Brown                                                             |
| 2009 | Empire State of Mind                  | Hype Williams                                                          |
| 2009 | Doesn’t Mean Anything                 | P.R. Brown                                                             |
| 2009 | Looking for Paradise                  | Gil Green                                                              |
| 2009 | Try Sleeping with a Broken Heart      | Syndrome                                                               |
| 2010 | Put It in a Love Song                 | Melina Matsoukas                                                       |
| 2010 | Un-Thinkable (I’m Ready)              | Jake Nava                                                              |
| 2010 | Wait Til You See My Smile             | Scott Orr                                                              |
| 2011 | International Party                   | Chris Robinson                                                         |
| 2011 | All of the Lights                     | Hype Williams                                                          |
| 2012 | Girl on Fire (2 Versionen)            | Sophie Muller (International-Version) Mika Ninagawa (Japanese-Version) |
| 2012 | Brand New Me                          | Diane Martel                                                           |
| 2013 | Fire We Make                          | Chris Robinson                                                         |
| 2013 | New Day                               | Indrani                                                                |
| 2013 | Tears Always Win                      | Robert Hales                                                           |
| 2014 | It’s on Again                         | Rich Lee                                                               |
| 2014 | We Are Here                           | Sol Guy                                                                |
| 2016 | In Common                             | Pierre Debusschere, Keeley Gould                                       |
| 2016 | Blended Family (What You Do for Love) | Hype Williams                                                          |
| 2017 | That’s What’s Up                      |                                                                        |
| 2018 | The Great Curve                       | Antoine Paley                                                          |
| 2019 | Raise a Man                           | Bill Kirstein                                                          |
| 2019 | Calma (Alicia Remix)                  | Edgar Esteves                                                          |
| 2019 | Show Me Love (2 Versionen)            | Cara Stricker (Original) Art (Remix)                                   |
| 2019 | Time Machine                          | Cole Cook, Art Johnson                                                 |
| 2020 | Underdog                              | Wendy Morgan                                                           |
| 2020 | Perfect Way to Die                    |                                                                        |
| 2020 | So Done                               | Andy Hines                                                             |
| 2020 | Love Looks Better                     |                                                                        |
| 2021 | Lala                                  | Sing J. Lee, Sylvia M. Zakhary                                         |
| 2022 | City of Gods                          | Aus Taylor                                                             |
| 2022 | City of Gods (Part II)                | Sing J. Lee, Sylvia M. Zakhary                                         |

## Autorenbeteiligungen und Produktionen
Alicia Keys als Autorin (A) und Produzentin (P) in den Charts

| Jahr | Titel Interpretation                     | Höchstplatzierung, Gesamtwochen, AuszeichnungChartplatzierungen (Jahr, Titel, Interpretation, Platzierungen, Wochen, Auszeichnungen, Anmerkungen) | Höchstplatzierung, Gesamtwochen, AuszeichnungChartplatzierungen (Jahr, Titel, Interpretation, Platzierungen, Wochen, Auszeichnungen, Anmerkungen) | Höchstplatzierung, Gesamtwochen, AuszeichnungChartplatzierungen (Jahr, Titel, Interpretation, Platzierungen, Wochen, Auszeichnungen, Anmerkungen) | Höchstplatzierung, Gesamtwochen, AuszeichnungChartplatzierungen (Jahr, Titel, Interpretation, Platzierungen, Wochen, Auszeichnungen, Anmerkungen) | Höchstplatzierung, Gesamtwochen, AuszeichnungChartplatzierungen (Jahr, Titel, Interpretation, Platzierungen, Wochen, Auszeichnungen, Anmerkungen) | Höchstplatzierung, Gesamtwochen, AuszeichnungChartplatzierungen (Jahr, Titel, Interpretation, Platzierungen, Wochen, Auszeichnungen, Anmerkungen) | Anmerkungen                                                |
| Jahr | Titel Interpretation                     | DE | AT | CH | UK | US | R&B | Anmerkungen                                                |
| ---- | ---------------------------------------- | --- | --- | --- | --- | --- | --- | ---------------------------------------------------------- |
| 2009 | Million Dollar Bill A, P Whitney Houston | DE41 c (9 Wo.)DE | AT47 c (3 Wo.)AT | CH40 (3 Wo.)CH | UK5 Gold · (16 Wo.)UK | US100 (1 Wo.)US | R&B16 (30 Wo.)R&B | Erstveröffentlichung: 18. August 2009 Verkäufe: + 400.000  |
| 2010 | Empire State of Mind A Glee Cast         | — | — | — | UK35 (2 Wo.)UK | US21 (2 Wo.)US | — | Erstveröffentlichung: 21. September 2010                   |
| 2014 | Living for Love A Madonna                | DE40 (5 Wo.)DE | — | CH49 (3 Wo.)CH | UK26 (4 Wo.)UK | — | — | Erstveröffentlichung: 20. Dezember 2014 Verkäufe: + 25.000 |

## Boxsets
| Jahr | Titel Musiklabel                         | Höchstplatzierung, Gesamtwochen, AuszeichnungChartplatzierungen (Jahr, Titel, Musiklabel, Platzierungen, Wochen, Auszeichnungen, Anmerkungen) | Höchstplatzierung, Gesamtwochen, AuszeichnungChartplatzierungen (Jahr, Titel, Musiklabel, Platzierungen, Wochen, Auszeichnungen, Anmerkungen) | Höchstplatzierung, Gesamtwochen, AuszeichnungChartplatzierungen (Jahr, Titel, Musiklabel, Platzierungen, Wochen, Auszeichnungen, Anmerkungen) | Höchstplatzierung, Gesamtwochen, AuszeichnungChartplatzierungen (Jahr, Titel, Musiklabel, Platzierungen, Wochen, Auszeichnungen, Anmerkungen) | Höchstplatzierung, Gesamtwochen, AuszeichnungChartplatzierungen (Jahr, Titel, Musiklabel, Platzierungen, Wochen, Auszeichnungen, Anmerkungen) | Höchstplatzierung, Gesamtwochen, AuszeichnungChartplatzierungen (Jahr, Titel, Musiklabel, Platzierungen, Wochen, Auszeichnungen, Anmerkungen) | Anmerkungen                                              |
| Jahr | Titel Musiklabel                         | DE | AT | CH | UK | US | R&B | Anmerkungen                                              |
| ---- | ---------------------------------------- | --- | --- | --- | --- | --- | --- | -------------------------------------------------------- |
| 2010 | The Platinum Collection J Records (Sony) | — | — | CH75 (4 Wo.)CH | UK20 Silber · (7 Wo.)UK | — | — | Erstveröffentlichung: 30. April 2010 Verkäufe: + 120.000 |

## Promoveröffentlichungen
Promo-Singles

| Jahr | Titel Album                                                      | Höchstplatzierung, Gesamtwochen, AuszeichnungChartplatzierungen (Jahr, Titel, Album, Platzierungen, Wochen, Auszeichnungen, Anmerkungen) | Höchstplatzierung, Gesamtwochen, AuszeichnungChartplatzierungen (Jahr, Titel, Album, Platzierungen, Wochen, Auszeichnungen, Anmerkungen) | Höchstplatzierung, Gesamtwochen, AuszeichnungChartplatzierungen (Jahr, Titel, Album, Platzierungen, Wochen, Auszeichnungen, Anmerkungen) | Höchstplatzierung, Gesamtwochen, AuszeichnungChartplatzierungen (Jahr, Titel, Album, Platzierungen, Wochen, Auszeichnungen, Anmerkungen) | Höchstplatzierung, Gesamtwochen, AuszeichnungChartplatzierungen (Jahr, Titel, Album, Platzierungen, Wochen, Auszeichnungen, Anmerkungen) | Höchstplatzierung, Gesamtwochen, AuszeichnungChartplatzierungen (Jahr, Titel, Album, Platzierungen, Wochen, Auszeichnungen, Anmerkungen) | Anmerkungen                                                                               |
| Jahr | Titel Album                                                      | DE | AT | CH | UK | US | R&B | Anmerkungen                                                                               |
| ---- | ---------------------------------------------------------------- | --- | --- | --- | --- | --- | --- | ----------------------------------------------------------------------------------------- |
| 2001 | Fight Ali (O.S.T.)                                               | — | — | — | — | — | — | Erstveröffentlichung: 2001                                                                |
| 2002 | Rock wit U Shaft – Noch Fragen? (O.S.T.)                         | — | — | — | — | — | — | Erstveröffentlichung: 2002                                                                |
| 2002 | Butterflyz / Troubles Songs in A Minor                           | — | — | — | — | — | — | Erstveröffentlichung: 6. Juni 2002                                                        |
| 2003 | If I Was Your Woman / Walk on By The Diary of Alicia Keys        | — | — | — | — | — | — | Erstveröffentlichung: 2003                                                                |
| 2003 | Streets of New York –                                            | — | — | — | — | — | — | Erstveröffentlichung: 10. September 2003 feat. Nas & Rakim                                |
| 2004 | Waiting for Your Love As I Am (Deluxe Edition)                   | — | — | — | — | — | — | Erstveröffentlichung: 2004                                                                |
| 2005 | Every Little Bit Hurts (Unplugged) Unplugged                     | — | — | — | — | — | — | Erstveröffentlichung: 2005 Original: Brenda Holloway                                      |
| 2005 | Don’t Give Up (Africa) –                                         | — | — | — | — | — | — | Erstveröffentlichung: 6. Dezember 2005 mit Bono; iTunes-Exclusive                         |
| 2005 | Ghetto Story Chapter 2 Ghetto Story                              | — | — | — | — | — | — | Erstveröffentlichung: 2006 Cham feat. Alicia Keys                                         |
| 2005 | Sweet Music (One of These Days) –                                | — | — | — | — | — | — | Erstveröffentlichung: 2006                                                                |
| 2010 | Speechless Monster Monday Volume One                             | — | — | — | — | — | R&B71 (10 Wo.)R&B | Erstveröffentlichung: 2010 feat. Eve                                                      |
| 2013 | Better You, Better Me –                                          | — | — | — | — | — | — | Erstveröffentlichung: 11. Oktober 2013                                                    |
| 2014 | Queen of the Field (Patsey’s Song) 12 Years a Slave (O.S.T.)     | — | — | — | — | — | — | Erstveröffentlichung: 27. Januar 2014                                                     |
| 2015 | Powerful Empire: Original Soundtrack Season 2 Volume 1           | — | — | — | — | — | R&B36 (1 Wo.)R&B | Erstveröffentlichung: 2015 Jussie Smollett feat. Alicia Keys                              |
| 2015 | Little Drummer Girl Remixed A Classic Holiday … Presented by MBK | — | — | — | — | — | — | Erstveröffentlichung: 16. Oktober 2015 Original: Trapp Family Singers – Carol of the Drum |
| 2016 | Hallelujah Here                                                  | — | — | — | — | — | — | Erstveröffentlichung: 20. Juni 2016                                                       |
| 2016 | Holy War Here                                                    | — | — | — | — | — | — | Erstveröffentlichung: 28. Oktober 2016                                                    |
| 2017 | Sweet F-ing Love –                                               | — | — | — | — | — | — | Erstveröffentlichung: 10. Januar 2017                                                     |
| 2017 | That’s What’s Up –                                               | — | — | — | — | — | — | Erstveröffentlichung: 24. Januar 2017                                                     |
| 2017 | Place to Call My Own –                                           | — | — | — | — | — | — | Erstveröffentlichung: 7. April 2017                                                       |
| 2018 | Wake Me Up –                                                     | — | — | — | — | — | — | Erstveröffentlichung: 21. Mai 2018 Britton Buchanan feat. Alicia Keys                     |
| 2019 | The Christmas Song –                                             | — | — | — | — | — | — | Erstveröffentlichung: 13. Dezember 2019 Original: The King Cole Trio                      |
| 2020 | Winter Time Christmas Blues                                      | — | — | — | — | — | — | Erstveröffentlichung: 26. November 2020 Sabrina Claudio feat. Alicia Keys                 |
| 2021 | Come for Me (Unlocked) Keys                                      | — | — | — | — | — | — | Erstveröffentlichung: 5. Dezember 2021                                                    |

| Jahr | Titel Album                                                           | Anmerkungen                                                                                               |
| ---- | --------------------------------------------------------------------- | --- |
| 1996 | Little Drummer Girl* / My Younger Days 12 Soulful Nights of Christmas | Erstveröffentlichung: 1996 Alicia Keys / Trey Lorenz; *Original: Trapp Family Singers – Carol of the Drum |

## Sonderveröffentlichungen

### Alben
| Jahr | Titel Musiklabel                                       | Anmerkungen                        |
| ---- | ------------------------------------------------------ | ---------------------------------- |
| 2001 | Songs in A Minor – Collector’s Edition J Records (BMG) | Erstveröffentlichung: 9. Juni 2001 |

| Jahr | Titel Musiklabel                             | Anmerkungen                                                             |
| ---- | -------------------------------------------- | ----------------------------------------------------------------------- |
| 2019 | Spotify Singles RCA Records (Sony)           | Erstveröffentlichung: 4. Dezember 2019 Teil der „Spotify-Singles“-Reihe |
| 2021 | Alicia – The Selects RCA Records (Sony)      | Erstveröffentlichung: 30. Juli 2021 Mini-Kompilation                    |
| 2021 | Alicia Keys: Sweet Dreams RCA Records (Sony) | Erstveröffentlichung: 28. November 2021 Mini-Kompilation                |

| Jahr | Titel Musiklabel                                              | Anmerkungen                                                                   |
| ---- | ------------------------------------------------------------- | ----------------------------------------------------------------------------- |
| 2006 | Songs in A Minor + The Diary of Alicia Keys Sony Music (Sony) | Erstveröffentlichung: 2. Oktober 2006 Teil der „Two-Original-Albums“-Reihe    |
| 2010 | As I Am + Unplugged Sony Music (Sony)                         | Erstveröffentlichung: 13. September 2010 Teil der „Two-Original-Albums“-Reihe |
| 2013 | As I Am + The Element of Freedom Sony Music (Sony)            | Erstveröffentlichung: 2. Juli 2013 Teil der „Two-Original-Albums“-Reihe       |
| 2015 | The Element of Freedom + Girl on Fire Sony Music (Sony)       | Erstveröffentlichung: 14. August 2015 Teil der „Two-Original-Albums“-Reihe    |

| Jahr | Titel Musiklabel                                           | Anmerkungen                                                                   |
| ---- | ---------------------------------------------------------- | ----------------------------------------------------------------------------- |
| 2001 | Songs in A Minor – Unplugged J Records (BMG)               | Erstveröffentlichung: 9. Juni 2001 Teil von Songs in A Minor (Deluxe Edition) |
| 2007 | Live at The Hollywood Bowl J Records (Sony BMG)            | Erstveröffentlichung: 9. November 2007 Teil von As I Am (Deluxe Edition)      |
| 2008 | Live from The Coronet Theatre, London J Records (Sony BMG) | Erstveröffentlichung: 31. Oktober 2008 Teil von As I Am (Deluxe Edition)      |
| 2020 | Verzuz: Alicia Keys x John Legend RCA Records (Sony)       | Erstveröffentlichung: 19. Juni 2020 mit John Legend; Teil der „Verzuz“-Reihe  |

| Jahr | Titel Musiklabel                           | Anmerkungen                                                                   |
| ---- | ------------------------------------------ | ----------------------------------------------------------------------------- |
| 2001 | Songs in A Minor – Remixed J Records (BMG) | Erstveröffentlichung: 9. Juni 2001 Teil von Songs in A Minor (Deluxe Edition) |

### Lieder
| Jahr | Titel Album                                              | Anmerkungen |
| ---- | -------------------------------------------------------- | --- |
| 2000 | At the Club (Interlude) Unrestricted                     | Erstveröffentlichung: 11. April 2000 Da Brat feat. Ice Cold & Alicia Keys                                                   |
| 2001 | Mr. Man Cozier                                           | Erstveröffentlichung: 9. Juli 2001 Jimmy Cozier feat. Alicia Keys                                                           |
| 2001 | Brotha (Part II) Mahogany Soul                           | Erstveröffentlichung: 16. Oktober 2001 Angie Stone feat. Eve & Alicia Keys                                                  |
| 2001 | What’s Going On                                          | Erstveröffentlichung: 30. Oktober 2001 als Teil von Artists Against AIDS Worldwide; Original: Marvin Gaye                   |
| 2002 | 2 Train Mario                                            | Erstveröffentlichung: 23. Juli 2002 Begleitgesang bei Mario                                                                 |
| 2002 | Gangsta Lovin’ Eve-Olution                               | Erstveröffentlichung: 27. August 2002 Eve feat. Alicia Keys                                                                 |
| 2002 | Boy Meets Girl Look Both Ways Before You Cross Me        | Erstveröffentlichung: 24. September 2002 Truck Turner feat. Alicia Keys                                                     |
| 2002 | Impossible Stripped                                      | Erstveröffentlichung: 22. Oktober 2002 Begleitgesang bei Christina Aguilera                                                 |
| 2002 | Warrior Song God’s Son                                   | Erstveröffentlichung: 10. Dezember 2002 Nas feat. Alicia Keys                                                               |
| 2004 | My Boo Confessions (Expand Edition)                      | Erstveröffentlichung: 19. März 2004 Usher feat. Alicia Keys                                                                 |
| 2005 | America the Beautiful Genius & Friends                   | Erstveröffentlichung: 20. September 2005 Ray Charles feat. Alicia Keys Original: Katharine Lee Bates & Samuel Augustus Ward |
| 2006 | So Simple (Remix) Tales of the Lost Tribe: Hidden Jewels | Erstveröffentlichung: 6. April 2006 Hasan Salaam feat. Alicia Keys                                                          |
| 2006 | Ghetto Story Chapter 2 Ghetto Story                      | Erstveröffentlichung: 15. August 2006 Cham feat. Alicia Keys                                                                |
| 2007 | Djin Djin                                                | Erstveröffentlichung: 27. April 2007 Angélique Kidjo feat. Alicia Keys & Branford Marsalis                                  |
| 2008 | Never See Me Again You Don’t Want War                    | Erstveröffentlichung: 2008 Solomon Childs feat. Alicia Keys                                                                 |
| 2009 | Everybody Hurts The Annie Lennox Collection              | Erstveröffentlichung: 9. März 2009 Annie Lennox feat. Alicia Keys                                                           |
| 2009 | Empire State of Mind The Blueprint 3                     | Erstveröffentlichung: 8. September 2009 Jay-Z feat. Alicia Keys                                                             |
| 2009 | Looking for Paradise Paraíso Express                     | Erstveröffentlichung: 10. November 2009 Alejandro Sanz feat. Alicia Keys                                                    |
| 2010 | Something Special Da Billy Colez Story                   | Erstveröffentlichung: 2. März 2010 Killa Sha feat. Alicia Keys                                                              |
| 2010 | Fireworks Thank Me Later                                 | Erstveröffentlichung: 11. Juni 2010 Drake feat. Alicia Keys                                                                 |
| 2010 | All of the Lights My Beautiful Dark Twisted Fantasy      | Erstveröffentlichung: 22. November 2010 Kanye West feat. Various Artists                                                    |
| 2011 | I’m Yours R J Small Compilation, Vol. 1                  | Erstveröffentlichung: 1. Dezember 2011 R J Small feat. Alicia Keys                                                          |
| 2012 | Where’s the Fun in Forever? Kaleidoscope Dream           | Erstveröffentlichung: 25. September 2012 Miguel feat. Alicia Keys                                                           |
| 2013 | I Will Pray (Pregherò) Senza paura                       | Erstveröffentlichung: 5. November 2013 Giorgia feat. Alicia Keys; Verkäufe: + 15.000                                        |
| 2014 | Know Who You Are G I R L                                 | Erstveröffentlichung: 3. März 2014 Pharrell Williams feat. Alicia Keys                                                      |
| 2017 | Nobody Grateful                                          | Erstveröffentlichung: 23. Juni 2017 DJ Khaled feat. Alicia Keys & Nicki Minaj                                               |
| 2017 | Like Home Revival                                        | Erstveröffentlichung: 15. Dezember 2017 Eminem feat. Alicia Keys                                                            |
| 2018 | Morning Light Man of the Woods                           | Erstveröffentlichung: 2. Februar 2018 Justin Timberlake feat. Alicia Keys                                                   |
| 2018 | The Great Curve Remain in Light                          | Erstveröffentlichung: 28. September 2018 Angélique Kidjo feat. Blood Orange, Alicia Keys & Questlove                        |
| 2019 | Calma (Alicia Remix) Gangalee                            | Erstveröffentlichung: 6. April 2019 Pedro Capó & Farruko feat. Alicia Keys                                                  |
| 2019 | Truth Late Night Feelings                                | Erstveröffentlichung: 21. Juni 2019 Mark Ronson feat. Dodgr, Alicia Keys & The Last Artful                                  |
| 2020 | Winter Time Christmas Blues                              | Erstveröffentlichung: 27. November 2020 Sabrina Claudio feat. Alicia Keys                                                   |
| 2021 | Hold Me Down Exodus                                      | Erstveröffentlichung: 28. Mai 2021 DMX feat. Alicia Keys                                                                    |
| 2021 | Intro Scenic Drive                                       | Erstveröffentlichung: 3. Dezember 2021 Khalid feat. Alicia Keys                                                             |
| 2022 | City of Gods Donda 2                                     | Erstveröffentlichung: 23. Februar 2022 Fivio Foreign & Kanye West feat. Alicia Keys                                         |
| 2022 | Ghetto Gatsby Wasteland                                  | Erstveröffentlichung: 8. Juli 2022 Brent Faiyaz feat. Alicia Keys                                                           |

| Jahr | Titel Album | Anmerkungen                                                                               |
| ---- | --- | ----------------------------------------------------------------------------------------- |
| 1996 | Little Drummer Girl 12 Soulful Nights of Christmas                                                                     | Erstveröffentlichung: 22. Oktober 1996 Original: Trapp Family Singers – Carol of the Drum |
| 2001 | Someday We'll All Be Free America: A Tribute to Heroes                                                                 | Erstveröffentlichung: 4. Dezember 2001 Original: Donny Hathaway                           |
| 2005 | For All We Know (Live at Live 8) Live 8                                                                                | Erstveröffentlichung: 8. November 2005                                                    |
| 2010 | Send Me an Angel (Live) Hope for Haiti Now                                                                             | Erstveröffentlichung: 23. Januar 2010                                                     |
| 2012 | Empire State of Mind (Part II) – Broken Down (Live at Concert for Sandy Relief) 12 12 12: The Concert for Sandy Relief | Erstveröffentlichung: 18. Dezember 2012                                                   |
| 2012 | No One (Live at Concert for Sandy Relief) 12 12 12: The Concert for Sandy Relief                                       | Erstveröffentlichung: 18. Dezember 2012                                                   |
| 2015 | Blackbird A MusiCares Tribute to Paul McCartney                                                                        | Erstveröffentlichung: 8. Mai 2015 Original: The Beatles                                   |
| 2015 | Little Drummer Girl Remixed A Classic Holiday … Presented by MBK                                                       | Erstveröffentlichung: 16. Oktober 2015 Original: Trapp Family Singers – Carol of the Drum |

| Jahr | Titel Soundtrack                                                | Anmerkungen                                                               |
| ---- | --------------------------------------------------------------- | ------------------------------------------------------------------------- |
| 1997 | Dah Dee Dah (Sexy Thing) Men in Black                           | Erstveröffentlichung: 1. Juli 1997                                        |
| 2000 | Rock wit U Shaft – Noch Fragen?                                 | Erstveröffentlichung: 13. Juni 2000                                       |
| 2001 | Rear View Mirror Dr. Dolittle 2                                 | Erstveröffentlichung: 19. Juni 2001                                       |
| 2001 | Fight Ali                                                       | Erstveröffentlichung: 27. November 2001                                   |
| 2002 | Butterflyz (KrucialKeys Remix) Drumline                         | Erstveröffentlichung: 10. Dezember 2002                                   |
| 2006 | Glory Road Spiel auf Sieg                                       | Erstveröffentlichung: 2. Juni 2006 mit Trevor Rabin                       |
| 2006 | People Get Ready Spiel auf Sieg                                 | Erstveröffentlichung: 2. Juni 2006 mit Lyfe Jennings                      |
| 2008 | Another Way to Die James Bond 007: Ein Quantum Trost            | Erstveröffentlichung: 28. Oktober 2008 mit Jack White                     |
| 2010 | Empire State of Mind (Part II) – Broken Down Sex and the City 2 | Erstveröffentlichung: 25. Mai 2010                                        |
| 2010 | Rapture Sex and the City 2                                      | Erstveröffentlichung: 25. Mai 2010                                        |
| 2013 | Queen of the Field (Patsey’s Song) 12 Years a Slave             | Erstveröffentlichung: 11. November 2013                                   |
| 2014 | It’s on Again The Amazing Spider-Man 2: Rise of Electro         | Erstveröffentlichung: 11. April 2014 feat. Kendrick Lamar                 |
| 2015 | Powerful Empire                                                 | Erstveröffentlichung: 20. November 2015 Jussie Smollett feat. Alicia Keys |
| 2016 | Back to Life Queen of Katwe                                     | Erstveröffentlichung: 23. September 2016                                  |
| 2016 | Apple Hidden Figures – Unerkannte Heldinnen                     | Erstveröffentlichung: 9. Dezember 2016 mit Pharrell Williams              |

### Videoalben
| Jahr | Titel Musiklabel                                 | Anmerkungen                                                                               |
| ---- | ------------------------------------------------ | ----------------------------------------------------------------------------------------- |
| 2001 | Songs in A Minor – Documentary J Records (BMG)   | Erstveröffentlichung: 9. Juni 2001 Teil von Songs in A Minor (Collector’s Edition)        |
| 2003 | The Diary J Records (BMG)                        | Erstveröffentlichung: 2. Dezember 2003 Teil von The Diary of Alicia Keys (Deluxe Edition) |
| 2006 | Unlocked J Records (Sony BMG)                    | Erstveröffentlichung: 2006 Veröffentlichung für Fanklub-Mitglieder                        |
| 2007 | As I Am – Behind the Scenes J Records (Sony BMG) | Erstveröffentlichung: 9. November 2007 Teil von As I Am (Deluxe Edition)                  |
| 2007 | As I Am – The Show Episode J Records (Sony BMG)  | Erstveröffentlichung: 13. November 2007 Teil von As I Am (Deluxe Edition)                 |
| 2009 | Intimate Studio Performance J Records (Sony BMG) | Erstveröffentlichung: 11. Dezember 2009 Teil von The Element of Freedom (Deluxe Edition)  |

## Statistik

### Chartauswertung
|                     | DE     | AT    | CH     | UK    | US     | R&B      |
| ------------------- | ------ | ----- | ------ | ----- | ------ | -------- |
| Nummer-eins-Alben   | DE—DE  | AT—AT | CH3CH  | UK1UK | US5US  | R&B7R&B  |
| Top-10-Alben        | DE5DE  | AT4AT | CH8CH  | UK2UK | US8US  | R&B8R&B  |
| Alben in den Charts | DE10DE | AT9AT | CH11CH | UK9UK | US11US | R&B10R&B |

|                       | DE     | AT     | CH     | UK     | US     | R&B      |
| --------------------- | ------ | ------ | ------ | ------ | ------ | -------- |
| Nummer-eins-Singles   | DE—DE  | AT1AT  | CH1CH  | UK—UK  | US4US  | R&B8R&B  |
| Top-10-Singles        | DE6DE  | AT4AT  | CH8CH  | UK11UK | US9US  | R&B15R&B |
| Singles in den Charts | DE23DE | AT15AT | CH21CH | UK24UK | US30US | R&B35R&B |

|                          | DE    | AT    | CH    | UK    | US    | R&B     |
| ------------------------ | ----- | ----- | ----- | ----- | ----- | ------- |
| Nummer-eins-Videoalben   | DE—DE | AT—AT | CH—CH | UK—UK | US—US | R&B—R&B |
| Top-10-Videoalben        | DE—DE | AT2AT | CH1CH | UK1UK | US—US | R&B—R&B |
| Videoalben in den Charts | DE—DE | AT2AT | CH1CH | UK1UK | US—US | R&B—R&B |

### Auszeichnungen für Musikverkäufe
| Land/RegionAuszeichnungen für Musikverkäufe (Land/Region, Auszeichnungen, Verkäufe, Quellen) | Silber       | Gold       | Platin         | Diamant     | Verkäufe    | Quellen                                                    |
| -------------------------------------------------------------------------------------------- | ------------ | ---------- | -------------- | ----------- | ----------- | ---------------------------------------------------------- |
| Argentinien (CAPIF)                                                                          | —            | Gold1      | —              | —           | 20.000      | capif.org.ar                                               |
| Australien (ARIA)                                                                            | —            | 5× Gold5   | 32× Platin32   | —           | 2.397.500   | aria.com.au                                                |
| Belgien (BRMA)                                                                               | —            | 5× Gold5   | 2× Platin2     | —           | 185.000     | ultratop.be                                                |
| Brasilien (PMB)                                                                              | —            | 2× Gold2   | 3× Platin3     | —           | 230.000     | pro-musicabr.org.br                                        |
| Dänemark (IFPI)                                                                              | —            | 6× Gold6   | 8× Platin8     | —           | 405.000     | ifpi.dk                                                    |
| Deutschland (BVMI)                                                                           | —            | 9× Gold9   | 7× Platin7     | —           | 3.450.000   | musikindustrie.de                                          |
| Europa (IFPI)                                                                                | —            | —          | 5× Platin5     | —           | (5.000.000) | ifpi.org (Memento vom 1. Januar 2014 im Internet Archive)  |
| Finnland (IFPI)                                                                              | —            | Gold1      | —              | —           | 14.713      | ifpi.fi                                                    |
| Frankreich (SNEP)                                                                            | —            | 7× Gold7   | 3× Platin3     | —           | 1.325.066   | infodisc.fr snepmusique.com                                |
| Irland (IRMA)                                                                                | —            | Gold1      | 4× Platin4     | —           | 67.500      | irishcharts.ie                                             |
| Italien (FIMI)                                                                               | —            | 7× Gold7   | 8× Platin8     | —           | 785.000     | fimi.it                                                    |
| Japan (RIAJ)                                                                                 | —            | 10× Gold10 | —              | —           | 1.000.000   | riaj.or.jp JP2                                             |
| Kanada (MC)                                                                                  | —            | 4× Gold4   | 26× Platin26   | —           | 2.180.000   | musiccanada.com                                            |
| Kroatien (HDU)                                                                               | Silber1      | —          | —              | —           | 3.000       | hgu.hr                                                     |
| Mexiko (AMPROFON)                                                                            | —            | —          | 5× Platin5     | —           | 300.000     | amprofon.com.mx                                            |
| Neuseeland (RMNZ)                                                                            | —            | Gold1      | 32× Platin32   | —           | 872.500     | aotearoamusiccharts.co.nz NZ2 NZ3                          |
| Niederlande (NVPI)                                                                           | —            | 4× Gold4   | 5× Platin5     | —           | 460.000     | nvpi.nl                                                    |
| Norwegen (IFPI)                                                                              | —            | 2× Gold2   | Platin1        | —           | 65.000      | ifpi.no (Memento vom 5. November 2012 im Internet Archive) |
| Österreich (IFPI)                                                                            | —            | 5× Gold5   | Platin1        | —           | 110.000     | ifpi.at                                                    |
| Philippinen (PARI)                                                                           | —            | Gold1      | —              | —           | 7.500       | pari.com.ph                                                |
| Polen (ZPAV)                                                                                 | —            | 3× Gold3   | 2× Platin2     | —           | 80.000      | olis.pl                                                    |
| Portugal (AFP)                                                                               | —            | 3× Gold3   | 6× Platin6     | —           | 115.000     | Einzelnachweise                                            |
| Russland (NFPF)                                                                              | —            | Gold1      | —              | —           | 10.000      | 2m-online.ru                                               |
| Schweden (IFPI)                                                                              | —            | Gold1      | 4× Platin4     | —           | 190.000     | sverigetopplistan.se                                       |
| Schweiz (IFPI)                                                                               | —            | 2× Gold2   | 8× Platin8     | —           | 195.000     | hitparade.ch                                               |
| Singapur (RIAS)                                                                              | —            | Gold1      | —              | —           | 5.000       | rias.org.sg                                                |
| Spanien (Promusicae)                                                                         | —            | 3× Gold3   | 8× Platin8     | —           | 510.000     | elportaldemusica.es ES2                                    |
| Südkorea (KMCA)                                                                              | —            | —          | —              | —           | 1.182.652   | Einzelnachweise                                            |
| Vereinigte Staaten (RIAA)                                                                    | —            | 11× Gold11 | 70× Platin70   | 2× Diamant2 | 95.545.000  | riaa.com                                                   |
| Vereinigtes Königreich (BPI)                                                                 | 9× Silber9   | Gold1      | 25× Platin25   | —           | 13.920.000  | bpi.co.uk                                                  |
| Insgesamt                                                                                    | 10× Silber10 | 97× Gold97 | 265× Platin265 | 2× Diamant2 |             |                                                            |